# Tatikij
Tatikij, tudi Taticij, Tetigus, Tatizius, Tatitius, Tatic ali Tetig (grško: Τατίκιος [Tatíkios]), bizantinski general med vladanjem Alekseja I.  Komnena, † po letu 1099. 

## Poreklo in mladost
Njegov oče je bil  "Saracen", kar najbrž pomeni, da je bil Turek, ki ga je ujel Aleksejev oče Ivan Komnen in je služil kot suženj v družini Komnenov. Tatikij je odraščal skupaj z Aleksejem in ga opisujejo tudi kot Aleksejevega oikogenesa, kar pomeni, da je bil "iz iste hiše".
Leta 1078, ko Aleksej še ni bil cesar, je spremljal Alekseja v bitki proti njegovemu rivalu Nikeforju Basilakesu in odkril Basilakesove načrte za napad iz zasede. Ko je Aleksej leta 1081 postal cesar, je dobil položaj megas primikeriosa kraljevega dvora. Kasneje istega leta je poveljeval "Turkom iz okolice Ohrida",  morda Madžarom,  ki so sodelovali v bitki pri Draču proti Robertu Guiscardu.

## Vojaška in politična kariera
Leta 1086 so ga poslali v Nikejo, da bi sodeloval v osvobajanju mesta, ki so ga leta 1078 osvojili Seldžuki. Ko je izvedel, da prihajajo branilcem na pomoč okrepitve, se je moral umakniti. Kmalu se je vrnil z mornariško podporo Manuela Butumitesa. V Bitiniji mu je uspelo premagati nikejskega guvernerja Ebu'l-Kasima, mesta pa ni mogel osvojiti. Konec leta so ga odpoklicali in poslali v boj proti Pečenegom,  ki so pri Filpopolisu pomagali heretičnim manihejcem v uporu proti Alekseju. Leta 1087 je poveljeval desnemu krilu bizantinske vojske v bitki proti Pečenegom pri Silistri, leta 1090 pa je kot poveljnik arhontopulojske  tagme porazil manjšo vojaško enoto 300 Pečenegov.  
Na začetku leta 1094 je bil imenovan za poveljnika Aleksejeve osebne straže v Pentegostisu, kjer je odkril zaroto Nikeforja Diogena, sina bivšega cesarja Romana IV. Diogena, v kateri so nameravali ubiti cesarja. Nikefor je bil star Aleksejev in Tatikijev prijatelj, zato ga cesar ni nameraval kaznovati, čeprav je bilo jasno, da se želi dokopati do prestola. Nikeforja so izgnali in zatem oslepili. Konec leta 1094 je, verjetno v vlogi poveljnika straže, prisostvoval sinodi v Blaherni, na kateri so  obsodili halkedonskega škofa Leona. V zapisih s sinode piše, da je na sinodi dobil dvorni naslov  protoproedrosa.
Leta 1095 je spremljal Alekseja na vojnem pohodu proti Kumanom.

## Prvi križarski pohod
Leta 1096 je branil Konstantinopel pred podivjanimi križarji, ki so takoj po prihodu napadli mesto. Leta 1097 ga je Aleksej z 2.000  peltasti poslal v Nikejo, kjer je pomagal križarjem v obleganu mesta. Križarski kronist Albert iz Aachna pravi, da je deloval kot posrednik med Turki in križarji, Ana Komnena, katere zapisi so bolj zanesljivi, pa trdi, da se je skupaj z Butumitesom pogajal o vdaji mesta brez vednosti križarjev. Skrivna pogajanja in vdaja mesta so med Bizantinci in križarji povzročila globok razkol. 
Tatikij je po osvojitvi Nikeje spremljal križarje na poti skozi Anatolijo. Njegova vloga je bila dvojna: bil je vodnik, po drugi strani pa je skrbel, da so se vsa osvojena ozemlja vrnila Bizantinskemu cesarstvu. Križarji so se po odhodu iz Nikeje razdelili v dve skupini. Tatikij je spremljal skupino Normanov, ki so jo vodili Bohemond Tarantski, Bohemondov nečak Tankred in Robert Normandijski, in Flamcev, ki jih je vodil Robert Flandrijski. Gesta Francorum omenja, da ja Tatikij pogosto opozarjal križarje na napadalnost Turkov. 
Kronist prve križarske vojne Raymond d'Aguilers piše, da je med obleganjem Antiohije svetoval križarjem, naj se pred napadom na mesto razpršijo in zasedejo okolico mesta, s čimer bi se izognili lakoti. Križarji se za njegov nasvet niso menili. Februarja 1098 je zapustil oblegovalce. Ana Komnena, ki se je verjetno pogovarjala s Tatikijem ali je imela dostop do njegovih poročil, pravi, da je Tatikij od Bohemonda izvedel, da mu križarji na zaupajo in pripravljajo njegov uboj. Bohemond je po drugi strani širil govorice, da je Tatikij strahopetec in izdajalec in da se s svojo pobeglo vojsko ne namerava vrniti, čeprav je obljubil, da bo iz Konstantinopla pripeljal okrepitve. Križarske kronike iz tistega opisujejo Tatikija kot njihovega velikega sovražnika in lažnivca (periurio manet et manebit) Na poročila Ane Komnene so seveda lahko vplivali globoki predsodki, ki jih je imela do očetovega dolgoletnega sovražnika Bohemonda.  

## Videz in potomci
Križarski kronisti omenjajo, da je imel Tatikij pohabljen nos. Pohabljanje obraza je bila pogosta bizantinska kazen za izdajalce, kar za Tatikija verjetno ni veljalo. Guibert Nogentski piše, da je imel namesto nosu zlato protezo. Ana Komnena ga v nasprotju s križarji opisuje kot "pogumnega borca, moža, ki je v boju ohranil  hladno glavo" in "spretnega govornika in človeka energičnih dejanj".  Ana pripoveduje tudi zanimivo zgodbo, v kateri sta Aleksej in Tatikij igrala polo. Generala je vrglo s konja in je padel na cesarja, pri čemer si je cesar poškodoval koleno in ga je od takrat mučil protin. Ana datuma tega dogodka ne omenja, opisuje pa ga med dogodki med Aleksejevim pohodom proti Turkom okrog leta 1110.
Položaj velikega primicerija (megas primikerios) so običajno zasedali evnuhi, Tatikij pa je, tako se vsaj zdi, imel potomce, ki so v 12. stoletju ustvarili močno plemiško družino. Med njimi je bil tudi general cesarja Manuela I. Komnena, ki se je udeležil slavne bitke pri Zemunu leta 1167. Eden od naslednikov je bl morda tudi Konstantin Tatikij, ki so ga zaradi sodelovanja v neuspeli zaroti proti Izaku Angelu oslepili.
O datumu Tatikijevega rojstva in smrti ni nobenih zapisov. 